# Le dolci intimità di Annette
(Sottotitolo/tagline del film)
Le dolci intimità di Annette (Desires Within Young Girls) è un film pornografico statunitense del 1977 diretto da Richard Kanter (con lo pseudonimo "Ramsey Karson") con protagonista Annette Haven.
Pellicola uscita nel periodo della "Golden Age of Porn" degli anni settanta, nel 1989 è stata introdotta nella XRCO Hall of Fame.

## Trama
Una madre vuole che le sue figlie abbiano successo nella vita, così le aiuta a trovare dei mariti ricchi.

## Distribuzione
- Leisure Time Booking (1977) (USA) (cinema)
- Blue Video (USA) (VHS)
- Danton Films (1978) (Canada) (VHS) (versione censurata)
- New Select (I) (1978) (Giappone) (cinema)
- Caballero Control Corporation (CCC) (1982) (USA) (VHS) (versione integrale)
- Edizioni Tropici (Italia) (VHS)
- Onyx (Brasile) (VHS)
- Alpha Blue Archives (USA) (VHS)
- Caballero Control Corporation (CCC) (2001) (USA) (DVD) (versione censurata)
- Alpha Blue Archives (2014) (USA) (DVD) (versione integrale restaurata)
- A.Z. Associated Film Distributors (1981) (Australia) (cinema)